# Gonatocerus huyghensi
Gonatocerus huyghensi är en stekelart som beskrevs av Girault 1912. Gonatocerus huyghensi ingår i släktet Gonatocerus och familjen dvärgsteklar. Inga underarter finns listade i Catalogue of Life.